# On the Road (phim)
Trên đường (tiếng Pháp: Sur la route, tiếng Anh: On the Road), là bộ phim của điện ảnh Brazil, Pháp, Anh, Mỹ hợp tác, do Walter Salles đạo diễn, dựa theo tiểu thuyết nổi tiếng của nhà văn Jack Kerouac), tham gia cạnh tranh giải Cành cọ vàng tại Liên hoan phim Cannes 2012. Phim bắt đầu quay vào ngày 04 Tháng Tám 2010, ở Montreal, Canada, với một ngân sách 25.000.000 USD.

## Diễn viên
- Sam Riley... Sal Paradise
- Garrett Hedlund... Dean Moriarty
- Kristen Stewart... Marylou
- Kirsten Dunst... Camille
- Viggo Mortensen... Old Bull Lee
- Amy Adams... Jane
- Tom Sturridge... Carlo Marx
- Steve Buscemi
- Elisabeth Moss... Galatea Dunkel
- Murphy Moberly... Ray Lee
- Matthew Deano... Little Ray
- Alice Braga... Terry
- Danny Morgan... Ed Dunkel
- Terrence Howard... Walter
- Patrick Costello... Chad King
- Joey Klein... Tom Saybrook
- Alison Louder... Dorie
- Clara Furey... Inez
- Adam LeBlanc... Remi Boncoeur
- Jake La Botz as the Okie Hitchhiker
- Rocky Marquette as Alfred
- Imogen Haworth
- Marie-Ginette Guay as Gabrielle Levesque (Aunt of Sal Paradise)
- Giovanna Zacarías as Puta Loca Roja
- Kaniehtiio Horn as Rita Bettancourt
- Joe Chrest as Virginia Cop